# Zakucie
Zakucie – kompleks skoczni narciarskich w Zagórzu. Obiekty o punktach konstrukcyjnych: K 40, K 20 oraz K 10.

## Historia
Wskutek zaangażowania sekcji Powiatowego Komitetu Kultury Fizycznej w Sanoku oraz klubu LZS Zagórz do końca 1952 została wybudowana przez jego zawodników skocznia narciarska, umożliwiająca wykonywanie skoków do 40 m.
W 2004 przeprowadzono modernizację skoczni K 31. Przekształcono ją w K 40 oraz dobudowano K 20 i K 10.
Wszystkie skocznie są wyłożone igelitem (od 2005 K 10 i K 20; 2007 - K 40). Na skoczniach trenują skoczkowie z klubu ZTN Zagórz oraz ZTS Zakucie Zagórz. 
W sezonie zimowym 2004/2005 oraz 2005/2006 Zagórz gościł młodych skoczków w ramach zawodów Lotos Cup, które zgromadziły wielu kibiców i zostały uznane jako najlepsze konkursy tego cyklu. 
Planowana jest budowa skoczni normalnej K85 w ramach Programu Rozwoju Skoków Narciarskich Polskiego Związku Narciarskiego. Do 2017 pojawiło się wiele wariantów planowanej inwestycji – m.in. budowa dwóch obiektów, K-70 i K-90 lub tylko K-70. 
Na Zakuciu podjęto rozgrywanie „Memoriału Jerzego Batrucha”.
Dane o skoczniach:
K40
- Wielkość skoczni (HS): 43 m
- Punkt konstrukcyjny: 40 m
- Rekord skoczni: 46,5 m - Jakub Kot (2004 r.)[1]

K20
- Wielkość skoczni (HS): 25 m
- Punkt konstrukcyjny: 20 m
- Rekord skoczni: 25,5 m - Aleksander Zniszczoł (20.01.2006 r.)[1]

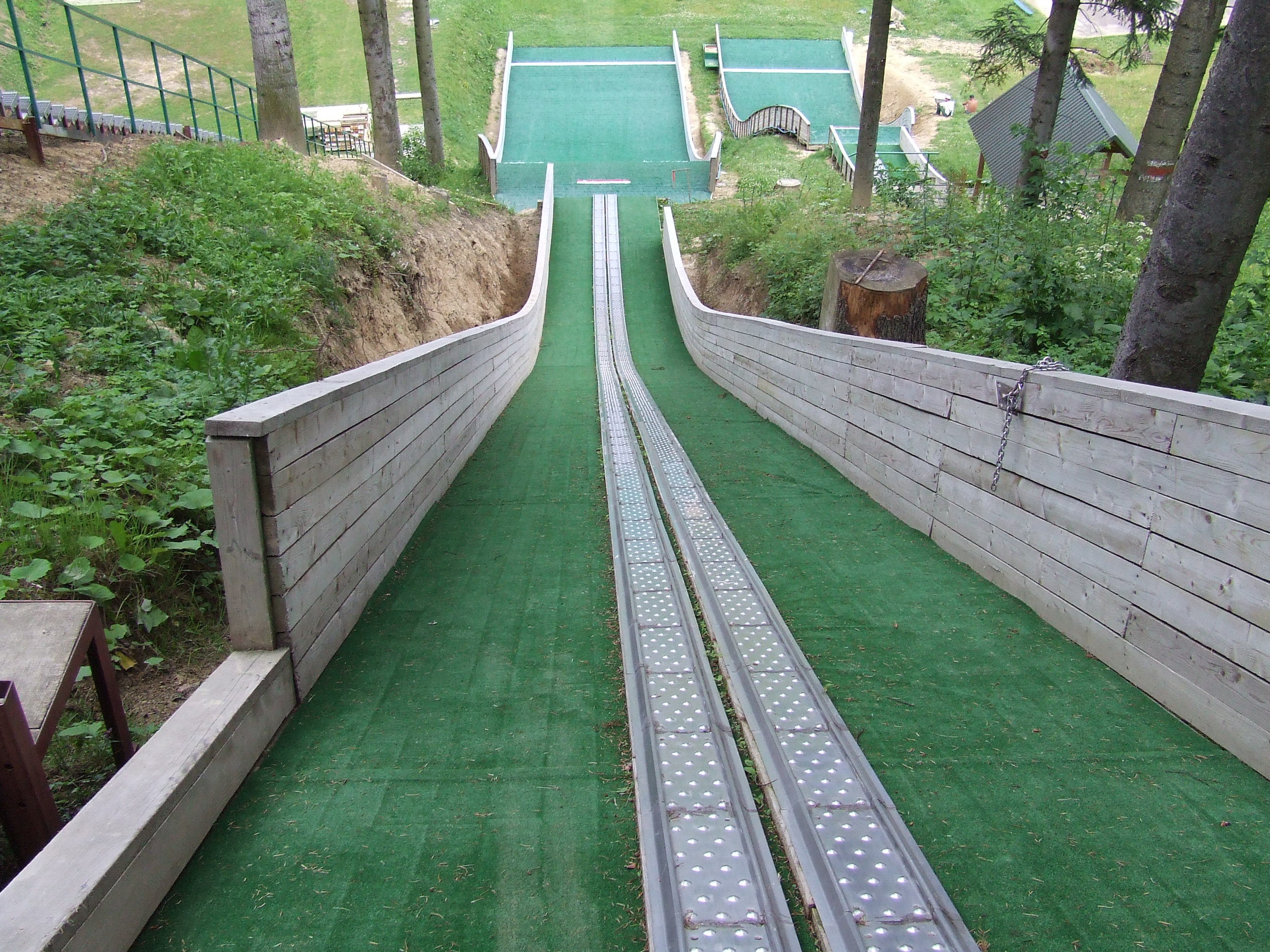
K20
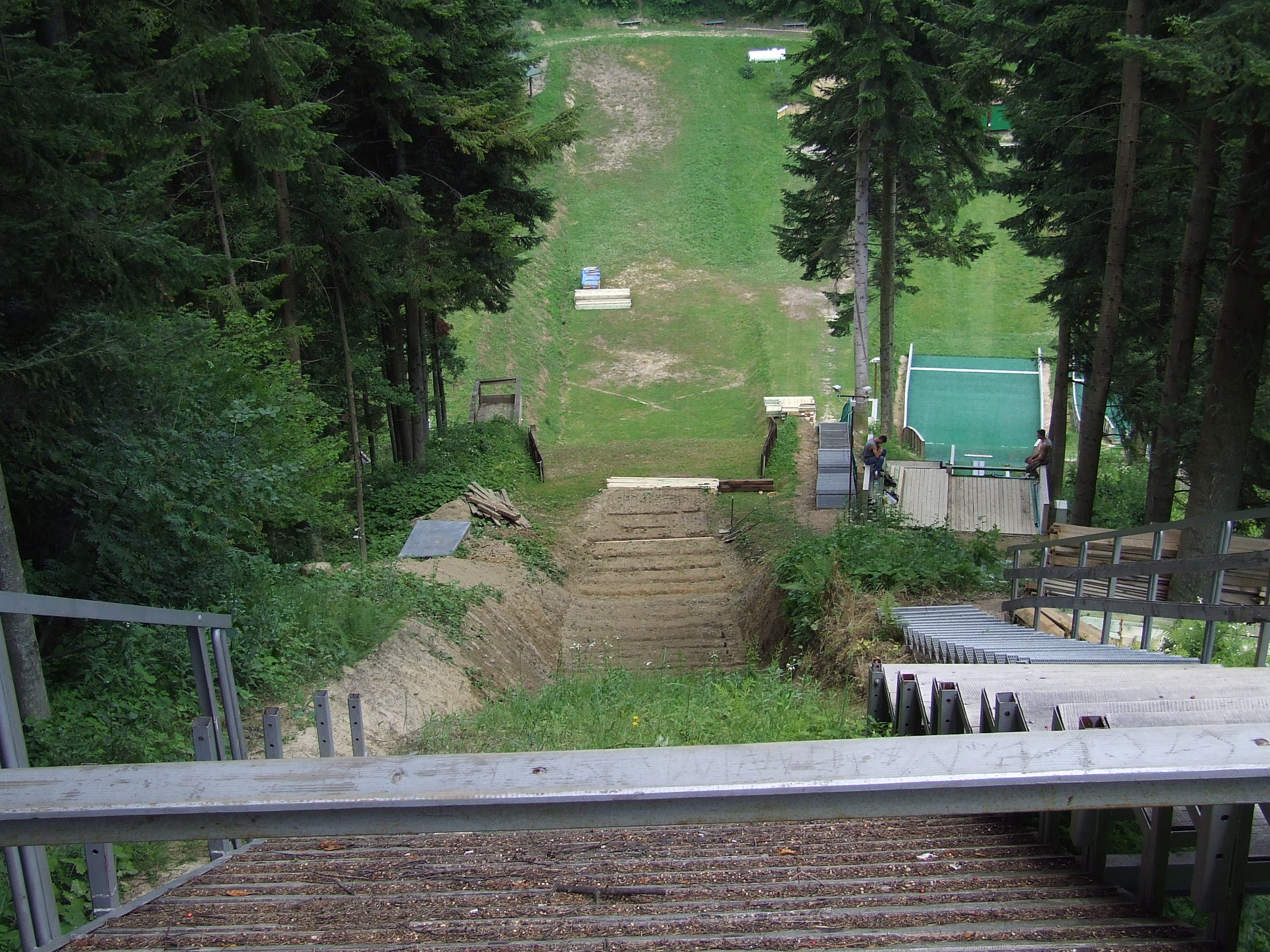
K40
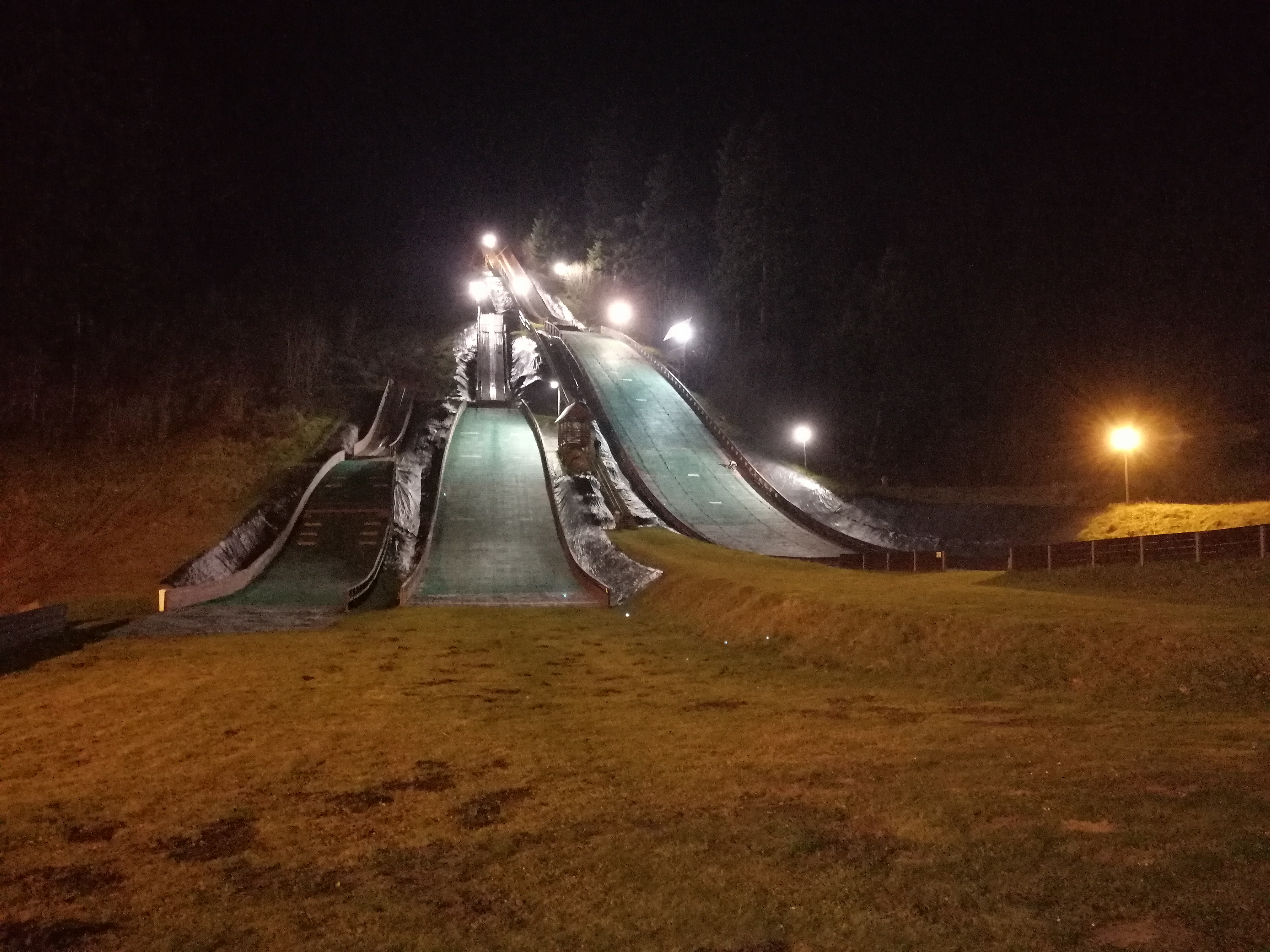
Skocznie w Zagórzu wieczorem